# Berbești (Laloșu), Vâlcea
Berbești este un sat în comuna Laloșu din județul Vâlcea, Oltenia, România.
Vecini: 
- la sud: satul Oltețani
- la nord: satul Mologești

 Acest articol despre o localitate din județul Vâlcea este deocamdată un ciot. Puteți ajuta Wikipedia prin completarea lui.